# Yehuda Meshi Zahav
Cet article possède un paronyme, voir Zahavi.
Avraham Zvi Yehuda Meshi Zahav (né le 19 juillet 1959 à Jérusalem et mort le 29 juin 2022) est un militant israélien, ancien membre de la communauté juive haredi, fondateur en 1989 de l'organisme caritatif israélien ZAKA.
En mars 2021, à la suite d'allégations d'agressions sexuelles contre des hommes, des femmes et des enfants, Yehuda Meshi Zahav tente de se suicider. Il meurt après plus d'un an de coma.

## Biographie
Yehuda Meshi Zahav est né le 19 juillet 1959 à Jérusalem, sa famille y réside depuis onze générations. Ses parents sont l'écrivain Menachem Mendel et Sara Zissel. Celle-ci est la fille du rabbin Yosef Scheinberger (he), secrétaire du tribunal rabbinique d'Edah HaChareidis. Il a grandi dans le quartier de Mea Shearim à Jérusalem. Il a étudié dans le Talmud Torah « Etz Chaim (en) », et dans les yeshivas « Tifrut Yisrael », « Ahel Yaakov » et « Torah Ore (en) ».
Yehuda Meshi Zahav est un des fondateurs de ZAKA, une ONG qui identifie des victimes du terrorisme, des accidents de la route et autres catastrophes en Israël et partout dans le monde.
Début mars 2021, Yehuda Meshi-Zahav est annoncé comme récipiendaire du Prix Israël 2021 pour l’ensemble de sa carrière, en raison de sa contribution à la société israélienne.

### Abus sexuels
À la fin mars, après plusieurs accusations de viol et de maltraitance et une enquête journalistique prouvant le détournement des fonds de collecte, Yehuda Meshi Zahav annonce qu’il quitte son poste de président de ZAKA et qu'il refuse son Prix Israël. Il semble que ses agissements aient été depuis longtemps connus dans les milieux ultra-orthodoxes de Jérusalem.
Cette enquêté du média Haaretz met aussi en évidence, en novembre 2021, les agressions sexuelles d'une autre personnalité haredi Chaim Walder.

### Suicide
Yehuda Meshi Zahav tente de se suicider par pendaison le 22 avril 2021. Il est retrouvé inconscient et hospitalisé, il ne reprend pas connaissance et meurt le 29 juin 2022 après plus d'un an dans le coma,.